# Wisimar
Wisimar was koning van de Vandaalse Asdingen (? -335). Hij sneuvelde in de slag aan de Moeresjoel in 335, toen de Vandalen te maken kregen met een inval van de Visigoten. Ten tijde van Wisimar verbleven de Asdingen in de streek van West-Zevenburgen tot aan de Theiss, het westelijke deel van de voormalige Romeinse provincie Dacia. Met de Romeinen verkeerden zij min of meer op vreedzame voet en als buren hadden zij de Visigoten.